# 大久保道舟
大久保 道舟（おおくぼ どうしゅう、1896年7月1日 - 1994年9月5日）は、日本の仏教学者。博士。福井大学教授、東北福祉大学学長、駒澤大学総長を歴任。雅号は「越渓」。

## 来歴
福井県武生市（現・越前市）に生まれる。武生中学、曹洞宗大学（現・駒澤大学）を卒業後、東京帝国大学史料編纂所史料編纂官補となる。東亜練成院練成官、福井師範学校教授を経て、1949年に新制の福井大学学芸学部教授となった。1954年、博士号（文学、東京教育大学）を取得。福井大学を定年退任後は、駒澤大学教授、1968年に東北福祉大学学長、1978年より駒澤大学総長、曹洞宗龍門寺住職、福井県文化財専門委員会委員をつとめた。1994年9月5日、急性肺炎のため死去。

## 受賞・栄典
- 1982年：勲三等旭日中綬章受章
- 1990年：武生市名誉市民 [5]

## 著作
- 『道元の言葉』（東峰書房、1943年→誠信書房、1974年）
- 『道元禪師傳の研究』岩波書店、1953年。ISBN 4000015125。 NCID BN04180442。
- 『道元禅師伝の研究 修訂増補版』（筑摩書房、1966年→名著普及会、1988年）
- 『日本文化史叢考』（誠信書房、1977年）
- 『永平二祖 孤雲懐弉禅師御伝記』（山喜房佛書林、1980年）

### 訳注
- 『道元禅師語録』（岩波文庫、1940年）、復刊1987年ほか
- 『道元禅師清規』（岩波文庫、1941年）、復刊1987年ほか
- 『校註 正法眼蔵随聞記』（山喜房佛書林、1942年→新版1956年ほか）

### 編著
- 『道元禅師全集』上下（春秋社、1930年→増訂・筑摩書房、1969年→復刻版・臨川書店、1989年）、新版は冊子付[6]
- 『曹洞宗大系譜』、『曹洞宗大年表』（佛教社、1934- 1935年）[7]
- 『曹洞宗古文書』（同刊行会 上下、1961年→筑摩書房 全3巻、1971年）
- 『正法眼蔵 - 古本・校定』（筑摩書房、1971年）

### 博士論文
- 大久保道舟『道元禅師伝の研究』東京教育大学〈文学博士 報告番号不明〉、1954年。 NAID 500000491279。

### 論文
- 大久保道舟「大智禅師の障害とその鴻業」『駒沢大学実践宗乗研究会年報』第3巻、駒澤大学実践宗乗研究会、1935年3月、33頁、CRID 1050564288186154752。
- 大久保道舟「寒巌義尹禅師の嗣承問題」『駒沢大学仏教学会年報』第6巻第1号、駒澤大学仏教学会、1935年11月、86頁、CRID 1050564288185240448。
- 大久保道舟「鑑真大和上伝の研究」『駒沢大学実践宗乗研究会年報』第4巻、駒澤大学実践宗乗研究会、1936年3月、75頁、CRID 1050001338232738304。
- 大久保道舟「芦田先生と私」『若越郷土研究』5-4(23)、福井県郷土誌懇談会、1960年8月、3-4頁、CRID 1390573407663864704、doi:10.24484/sitereports.121285-61694。
- 大久保道舟, 守屋茂「道元の誕生地考」『印度學佛教學研究』第21巻第1号、日本印度学仏教学会、1972年、265-268頁、CRID 1390282680354203904、doi:10.4259/ibk.21.265、ISSN 00194344。

## 関連文献
- 柴田道賢「道元禅師の出家について」『駒澤大學文學部研究紀要』第30巻、駒澤大学、1972年3月、17頁、CRID 1050001338232783360、ISSN 04523636、2024年7月12日閲覧。